# Gare de Leigné-les-Bois
La gare de Leigné-les-Bois est une gare ferroviaire française de la ligne de Châtellerault à Launay, située sur le territoire de la commune de Leigné-les-Bois, dans le département de la Vienne, en région Nouvelle-Aquitaine.

## Situation ferroviaire
La gare de Leigné-les-Bois est située sur la ligne de Châtellerault à Launay, entre les gares de Sénillé et de Pleumartin.